# Gemendhoo (Dhaalu-atol)
Gemendhoo is een onbewoond eiland van het Dhaalu-atol behorende tot de Maldiven. Tot 2004 woonden er ongeveer 500 mensen op het eiland, die echter na de zeebeving van 2004 allen verhuisden naar Kudahuvadhoo.